# Георге Дожа (Бакау)
Георге Дожа (рум. Gheorghe Doja) насеље је у Румунији у округу Бакау у општини Ракачуни. Oпштина се налази на надморској висини од 143 m.

## Становништво
Према подацима из 2002. године у насељу је живело 1024 становника, од којих су сви румунске националности.